# 微小遠環蚓
微小遠環蚓（学名：Amynthas minimus）为巨蚓科遠環蚓屬下的一个种。